# 2017 Wesson
2017 Wesson eller A903 SC är en asteroid i huvudbältet, som upptäcktes 20 september 1903 av den tyske astronomen Max Wolf i Heidelberg. Den är uppkallad efter Mary Joan Wesson Bardwell, som var gift med astronomen Conrad Bardwell.
Asteroiden har en diameter på ungefär 7 kilometer och den tillhör asteroidgruppen Flora.